# Karschia birulae
Karschia birulae är en spindeldjursart som beskrevs av Roewer 1934. Karschia birulae ingår i släktet Karschia och familjen Karschiidae. Inga underarter finns listade i Catalogue of Life.